# 重留日向
重留 日向（しげとめ ひゅうが、1999年10月25日 - ）は、日本の男子バレーボール選手である。

## 来歴
大阪府堺市出身。姉の影響で小学2年生の頃からバレーボールを始める。
中学生のとき、地元の堺ジュニアブレイザーズに所属。
大阪産業大学附属高等学校を卒業後、大阪産業大学に進学。2019年と2020年にはクラブチームのSTO44の選手として全国6人制リーグ総合優勝大会西部決勝リーグに出場した。
2021-22シーズン、V.LEAGUE DIVISION1 MEN（V1男子）に所属する堺ブレイザーズ（現・日本製鉄堺ブレイザーズ）の内定選手となった。
2022年、大学卒業後に、堺ブレイザーズ（現・日本製鉄堺ブレイザーズ）に入団した。入団1シーズン目となる2022-23シーズン、V1の試合に出場しVリーグデビューを果たした。
2025年3月、2024-25シーズン限りでの退団が発表された。5月29日に自由交渉選手として公示。6月に北海道イエロースターズへの入団が発表された。

## 所属チーム
- 大阪産業大学附属高等学校（2015-2018年）
- 大阪産業大学（2018-2022年）
  - STO44（2019・2020年）
- 堺ブレイザーズ/日本製鉄堺ブレイザーズ（2022-2025年）
- 北海道イエロースターズ（2025年-）